# Чёрная Теректа
Чёрная Теректа — река в России, протекает по Онгудайскому и Усть-Коксинскому районам Республики Алтай. Устье реки находится в 21 км от устья Большой Теректы по правому берегу. Длина реки составляет 18 км.

## Данные водного реестра
По данным государственного водного реестра России относится к Верхнеобскому бассейновому округу, водохозяйственный участок реки — Катунь, речной подбассейн реки — Бия и Катунь. Речной бассейн реки — (Верхняя) Обь до впадения Иртыша.